# Deljiva bojna glava s konicami samostojnega usmerjanja
Deljiva bojna glava s konicami samostojnega usmerjanja (angleško Multiple Independently-targeted Re-entry Vehicle) je vrsta bojne glave balističnih raket z več neodvisno usmerjenimi bojnimi konicami.
Ta zasnova se je najprej pojavila v ZDA kot odgovor na naraščanje zalog jedrskega orožja v Sovjetski zvezi. Na ta način je možno z enim balističnim izstrelkom zadeti več različnih tarč hkrati (ali usmeriti več jedrskih bojnih konic na eno tarčo), kar močno oteži ali onemogoči nasprotnikovo obrambo (Sovjetska zveza je namreč že v šestdesetih letih imela delujoč sistem protibalistične obrambe).
Poleg načina za preobremenitev protibalistične obrambe je lahko uporaba več manjših jedrskih konic bolj učinkovita, kot uporaba ene same jedrske konice z večjo močjo.
Na začetku so Američani (kasneje tudi Sovjeti) na tak način obšli sporazum SALT, ki je omejeval le število balističnih izstrelkov, ne pa tudi števila jedrskih konic. V devetdesetih letih je bila uporaba več jedrskih konic prepovedana s sporazumom START II. Danes se načelo MIRV uporablja samo še pri podmorniških balističnih izstrelkih (SLBM).

## Načelo delovanja
Večstopenjski balistični izstrelek dvigne na podorbitalno trajektorijo majhno dodatno raketno stopnjo z nameščenimi jedrskimi konicami. V tej stopnji se nahaja tudi sistem vodenja balističnega izstrelka. Ta raketna stopnja ima manjše hipergolne (tj. samovžigne) raketne motorje za potisk in manevriranje; njihov potisk pa je možno natančno nastavljati. S pomočjo teh motorjev se stopnja lahko prestavi na višjo ali nižjo trajektorijo ter spremeni hitrost. S pomočjo teh manevrov sistem dostavi jedrske konice na točno določeno balistično trajektorijo, ki jih pripelje na izbrano tarčo.

Pri tem sistemu je natančnost zadetka tarče zelo pomembna, saj je pri zelo natančnih sistemih potrebna moč bojne konice precej manjša, torej jih balistični izstrelek lahko nese več.
Skupaj z jedrskimi konicami se po navadi odvržejo tudi kovinski trakovi, metalizirani baloni, ali naprave za motenje radarjev, kar oteži pravočasno detekcijo in protibalistično obrambo. Ti protiukrepi naj bi bili za senzorje protibalistične obrambe čim bolj podobni pravim jedrskim konicam, kar oteži ločevanje med konicami in protiukrepi. Podrobni podatki so še danes ena skrbno varovanih skrivnosti, saj bi bilo v nasprotnem primeru za nasprotnike lažje razviti metode za zmanjšanje njihove učinkovitosti.